# Georges Irat
Georges Irat was van 1921 tot en met 1963 een Frans automerk (Société des automobiles Georges Irat). Het merk was genoemd naar Georges Irat.

## Georges Irat
Georges Irat (1890 - 1970) trad op 20-jarige leeftijd in dienst van de Compagnie Générale d'Electricité (elektriciteitsmaatschappij), waar hij directeur van het wagenpark werd. In 1911 behaalde hij zijn vliegbrevet. Zijn militaire dienst vervulde hij bij de luchtmacht, bij de mobilisatie in 1914 trad hij in dienst als piloot, na de oorlog keerde hij gewond terug en werd hij geridderd. Met zijn ervaring in de auto-branche zag hij mogelijkheden en begon met het importeren van buitenlandse auto's. Later kocht hij de firma Majola, een fabriek waar motoren en automobielen werden geproduceerd. Hij wist precies wat hij wilde en had allerlei contacten in de industrie, o.a. Maurice Gaultier die bij het beroemde bedrijf Delâge werkte als hoofd van de productieafdeling.

## Geschiedenis

### 1919 tot 1934, de klassiekers
In 1921 startte Georges Irat een autofabriek met als doel, zoals hij het zelf verwoordde, een rijtuig voor de welgestelden op de markt te brengen.
Ingenieur Maurice Gaultier ontwierp een uiterst modern 2-liter model vervaardigd van de allerbeste materialen. De auto werd gebouwd in een werkplaats in Chatou nabij Parijs.
Dankzij de robuuste constructie gaf Irat een garantie van twee jaar op zijn product. De motor van het eerste model, de twee liter, werd 'in huis' ontworpen en gemaakt, de auto werd gepresenteerd op Salon des automobiles à Paris in 1921.
(technische gegevens van de twee liter: 1,988 cm3 - 69,8 × 130 mm met bovenliggende kleppen die worden bediend door tuimelaars, 40 pk bij 2.600 rpm.)
De totale productie van de twee liter was ongeveer 1200 stuks.
Het model maakte indruk bij het publiek en de pers, de commentaren waren lovend. In deze periode werd een groot aantal auto's gefabriceerd die alle op bestelling van de klant werden gemaakt. In 1927 telde de fabriek 267 werknemers. In datzelfde jaar keerde Maurice Gaultier, hoofdarchitect van het succes van de twee liter, terug naar Delâge. Er zijn ook sportieve tour/race-auto modellen (carrosserievorm cabriolet waarmee aan wedstrijden wordt deelgenomen).
Enkele nieuwe modellen uit deze periode:
- 1927, Georges Irat 6A Course, 2985 cc, zes cilinders, 85 pk, max. snelheid 150 km/u
- 1928, Georges Irat 6AB, acht cilinders, 3680 cc, gefabriceerd door Lycoming, Georges Irat vervaardigde niet langer zijn eigen motoren)
- 1930 8A4 en 1932 8A5 beider afwerking is perfect maar de prijs was te hoog.

Georges Irat nam het bedrijf Chaigneau-Brasier over en liet de productie onder licentie van Chaigneau-Brasier-modellen voortzetten. Het beheer en de verkoop werden toevertrouwd aan zijn zoon Michel. De kleine 5 en 6 HP werden verkocht onder de naam Michel Irat. Getroffen door de economische crisis bleef succes uit, na de crisis brak een nieuwe periode aan.

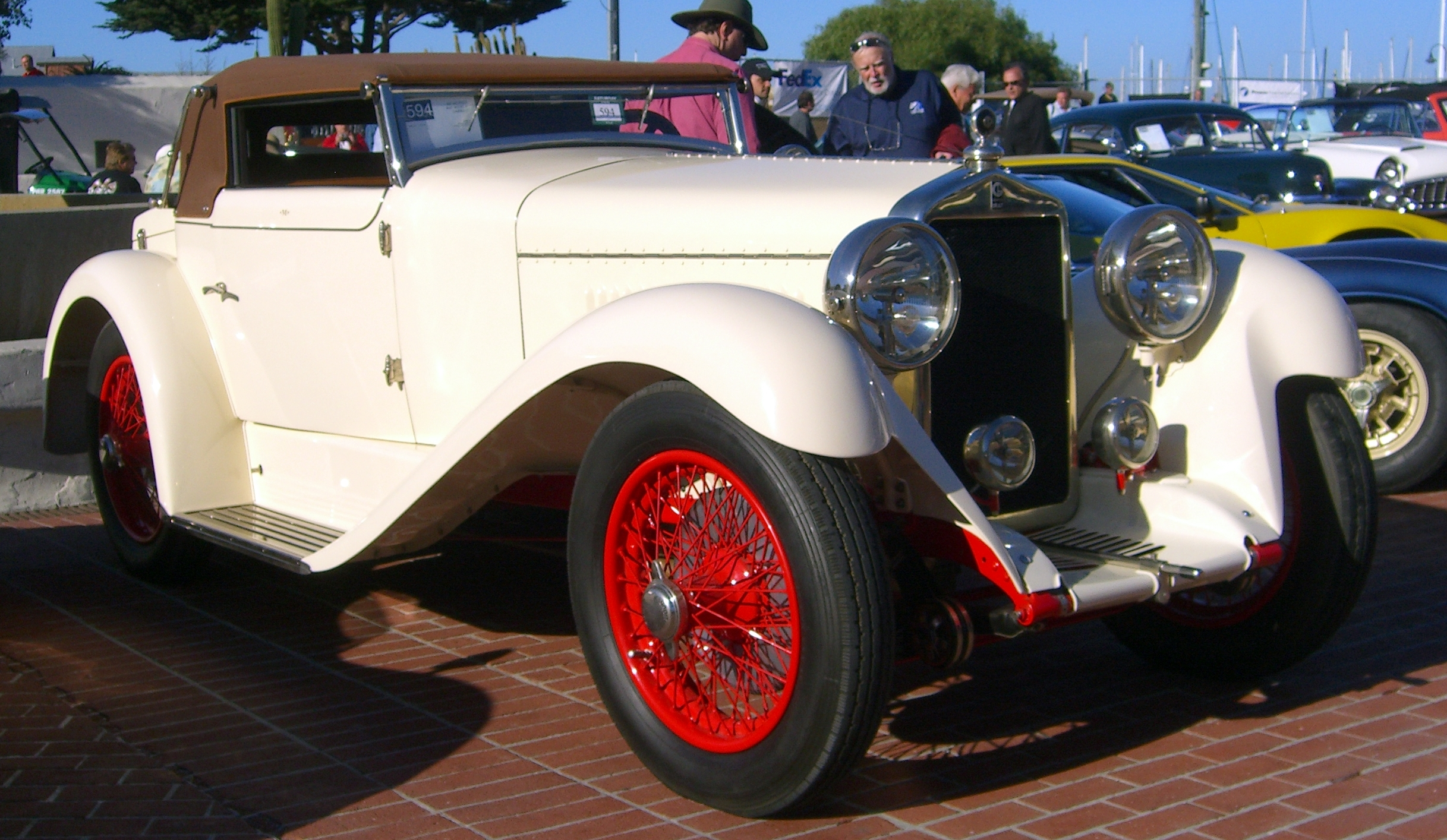
1927, Georges Irat Model A
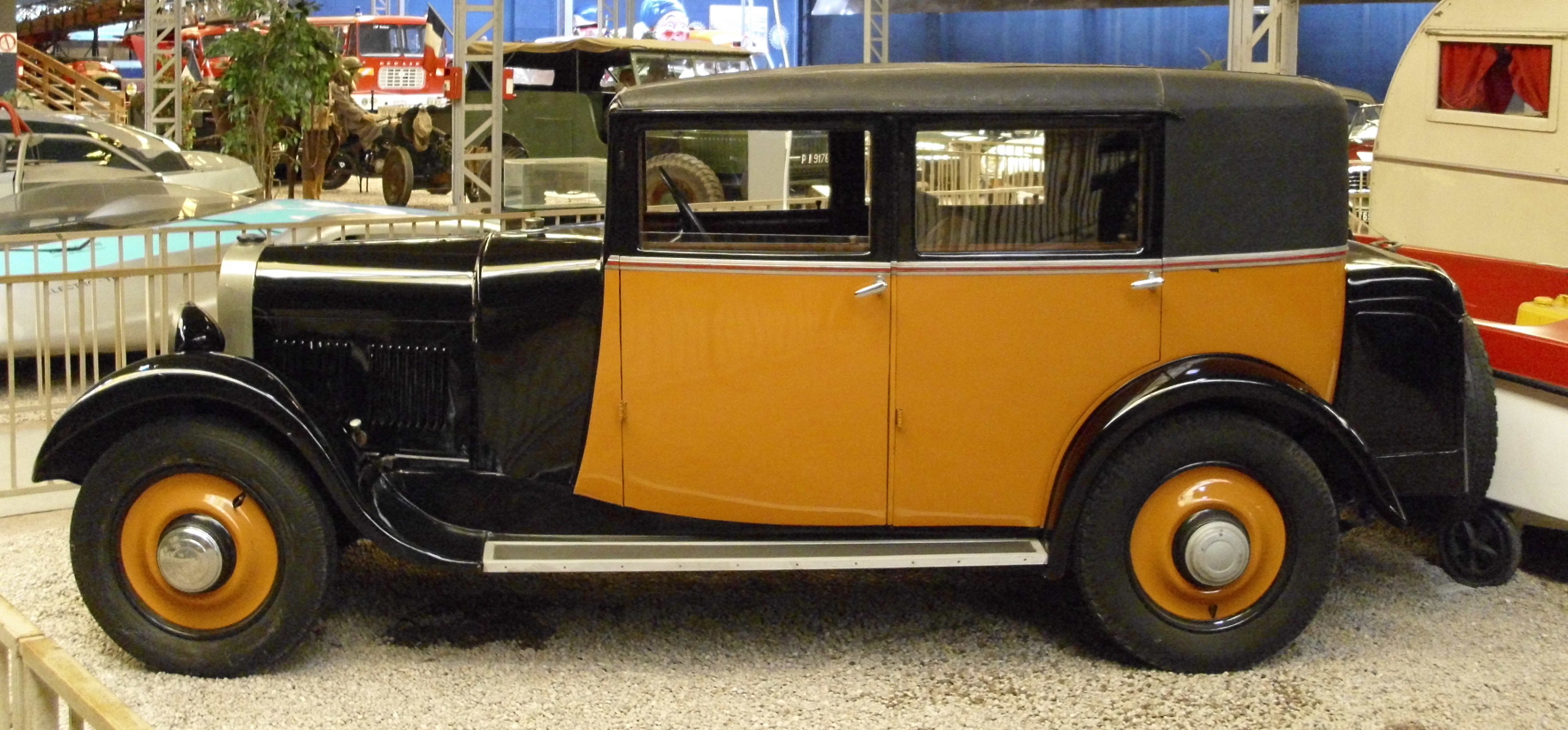
1930, Michel Irat CB2

### 1935 tot 1939, kleine sportieve cabriolets
Door de hevige concurrentie en de hoge prijs van de grote modellen werd de nadruk meer en meer gelegd op kleinere auto's. In 1935 fuseerde hij met Etablissements Godefroy en Lévèque, bouwers van de beroemde Ruby-motor en verhuist het bedrijf naar Levallois-Perret. Hier werd in het grootste geheim gewerkt aan het nieuwe model dat werd gepresenteerd op de Parijse salon van 1935. Het is een kleine roadster (lichtgewicht tweezits sportwagen), de 1100 MDS met een 950 cc Ruby motor, een concurrent voor de Engelse MG. De klanten waren vooral sportrijders die zich een duurdere wagen konden veroorloven, de maximumsnelheid van 90 km/h (met de Ruby 1097 cc 110 km/h) stelt echter velen teleur.

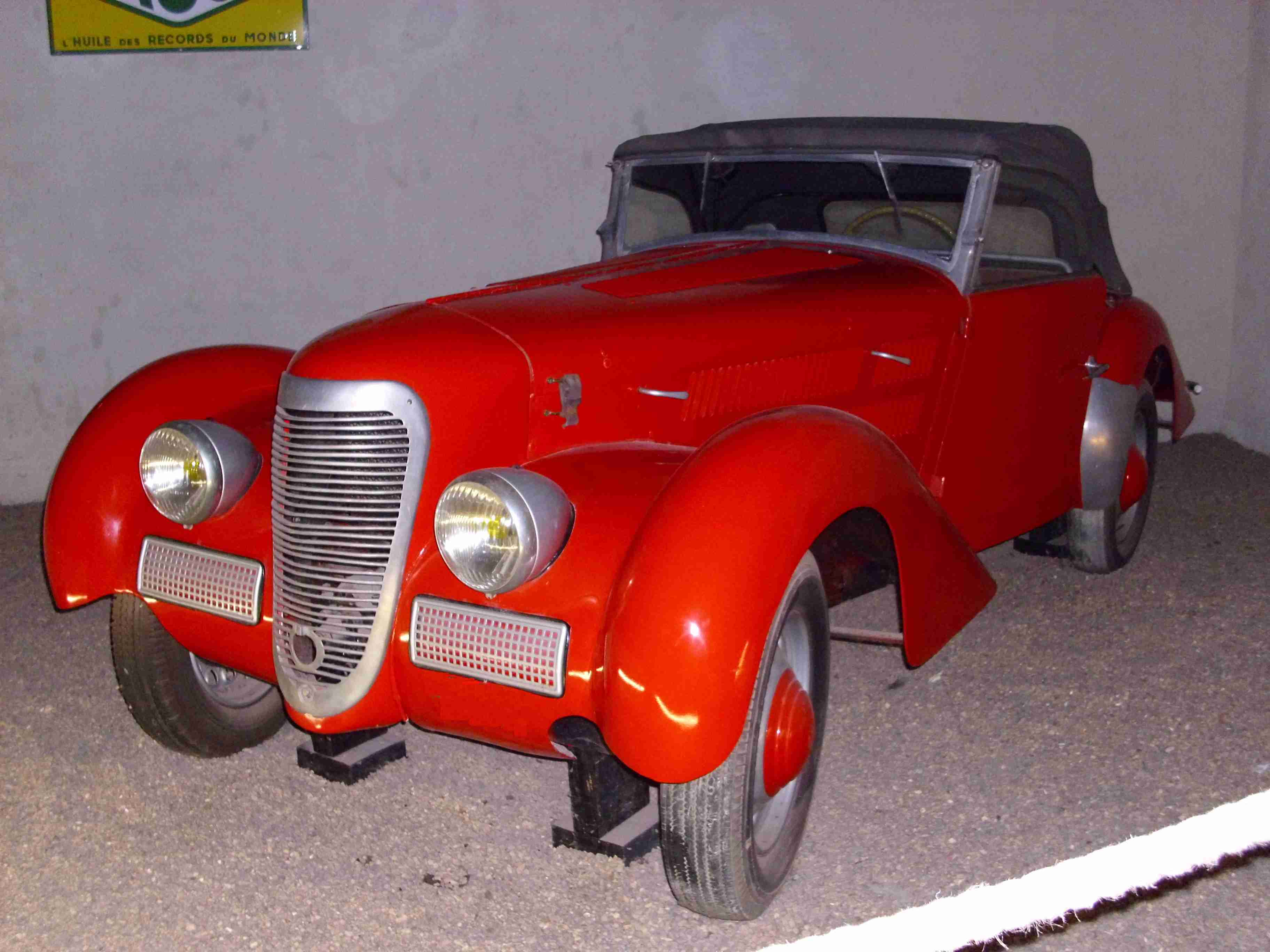
MDS
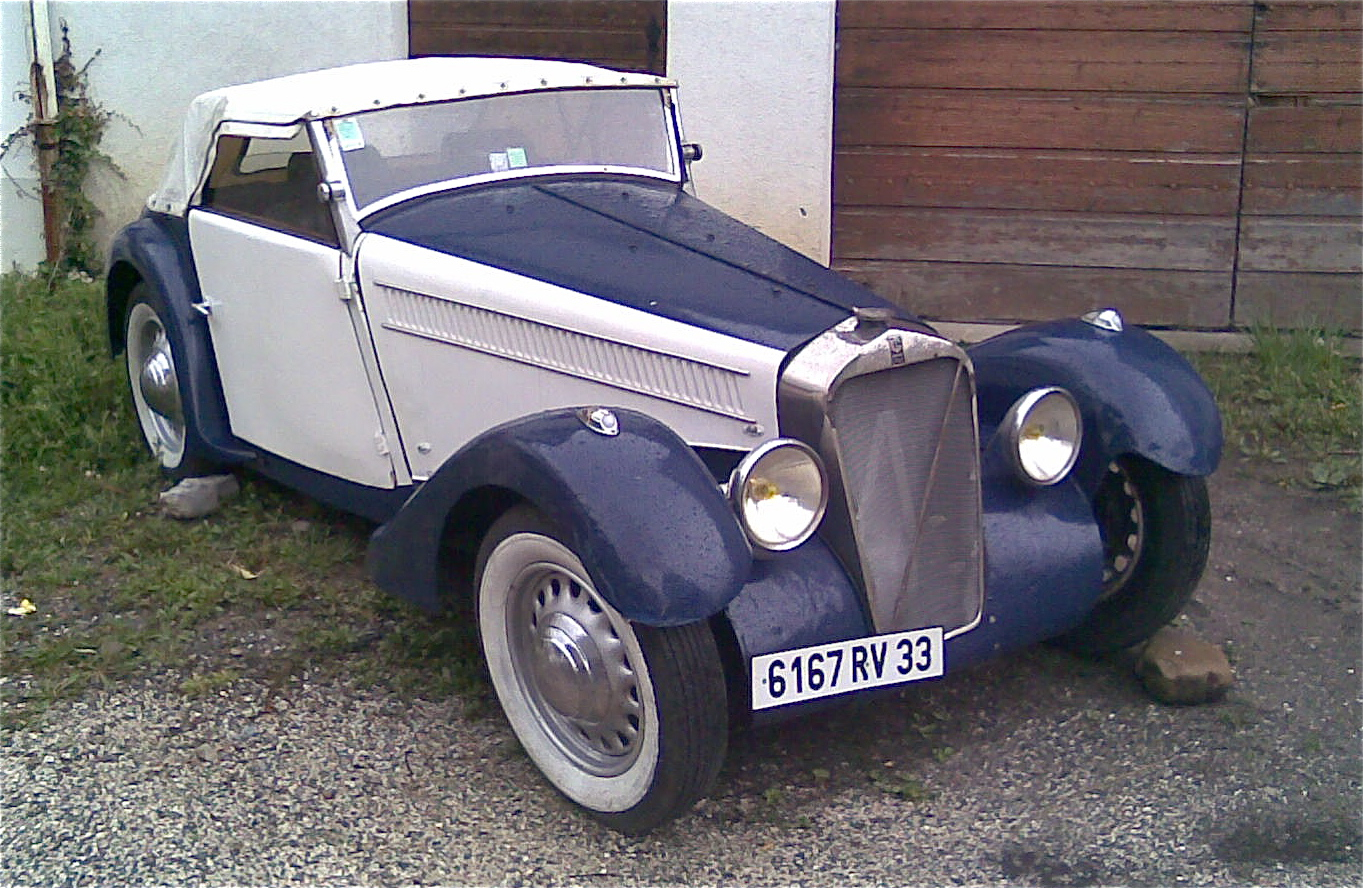
MDU
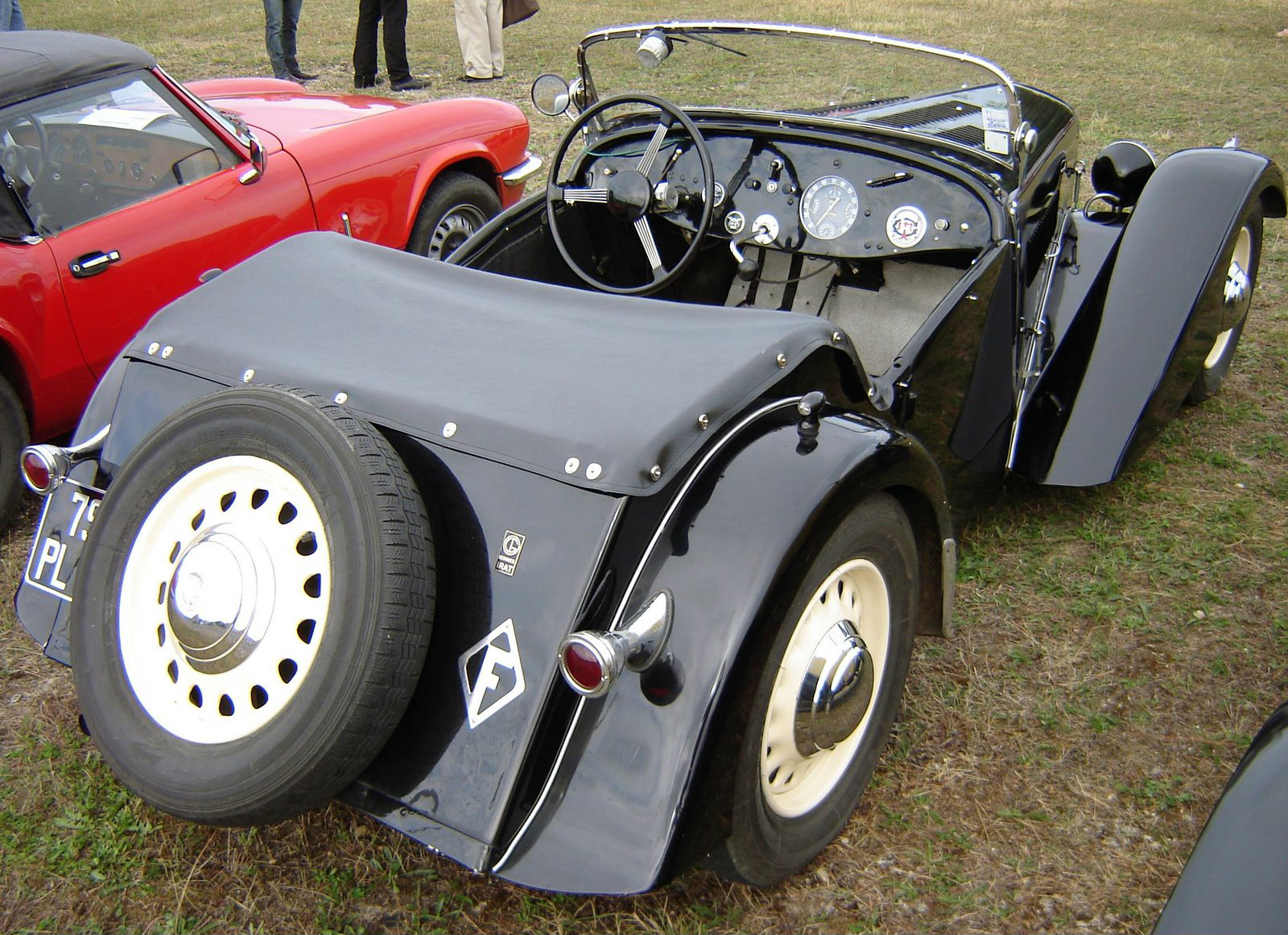
ODU Roadster
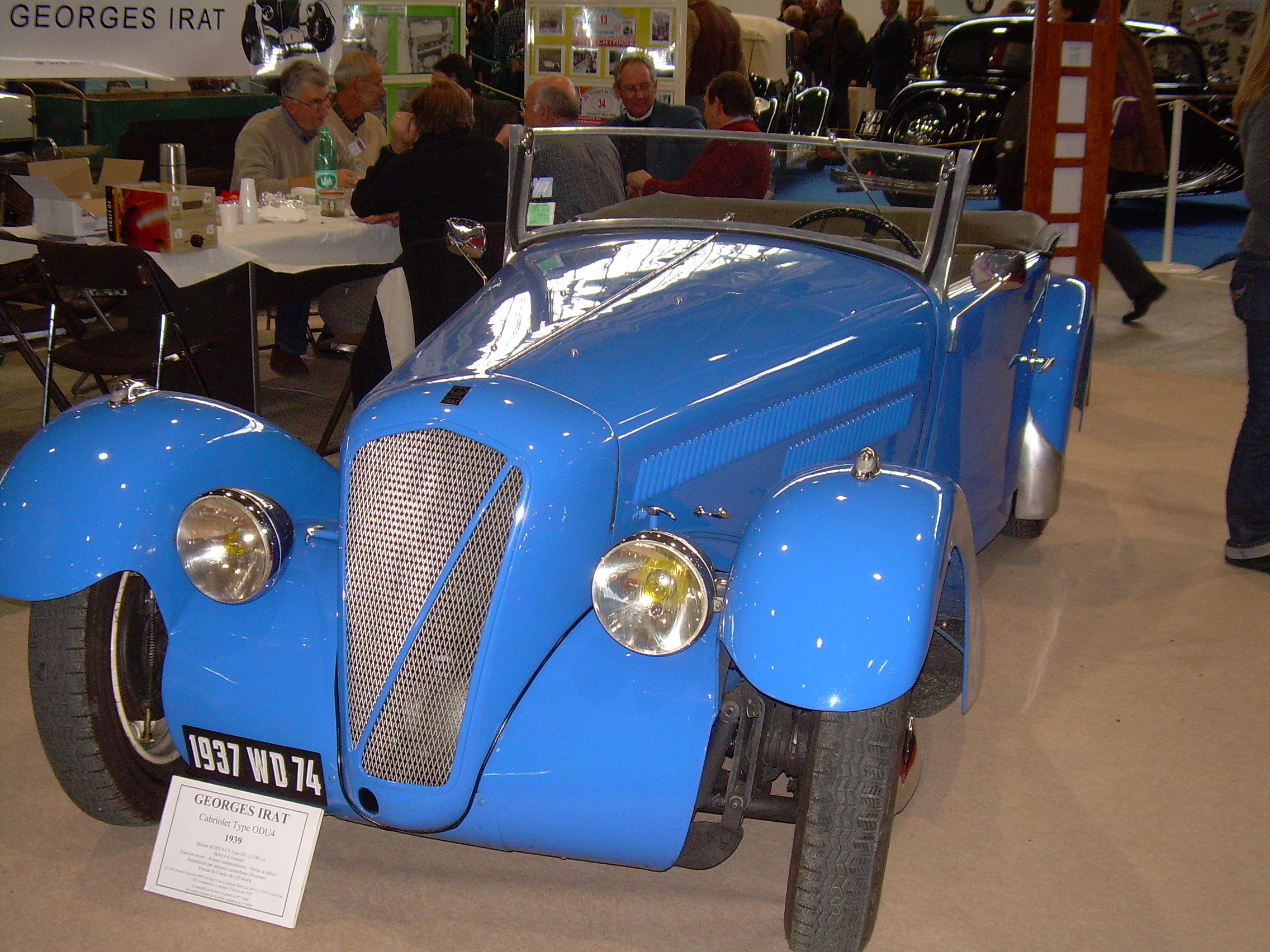
ODU 4
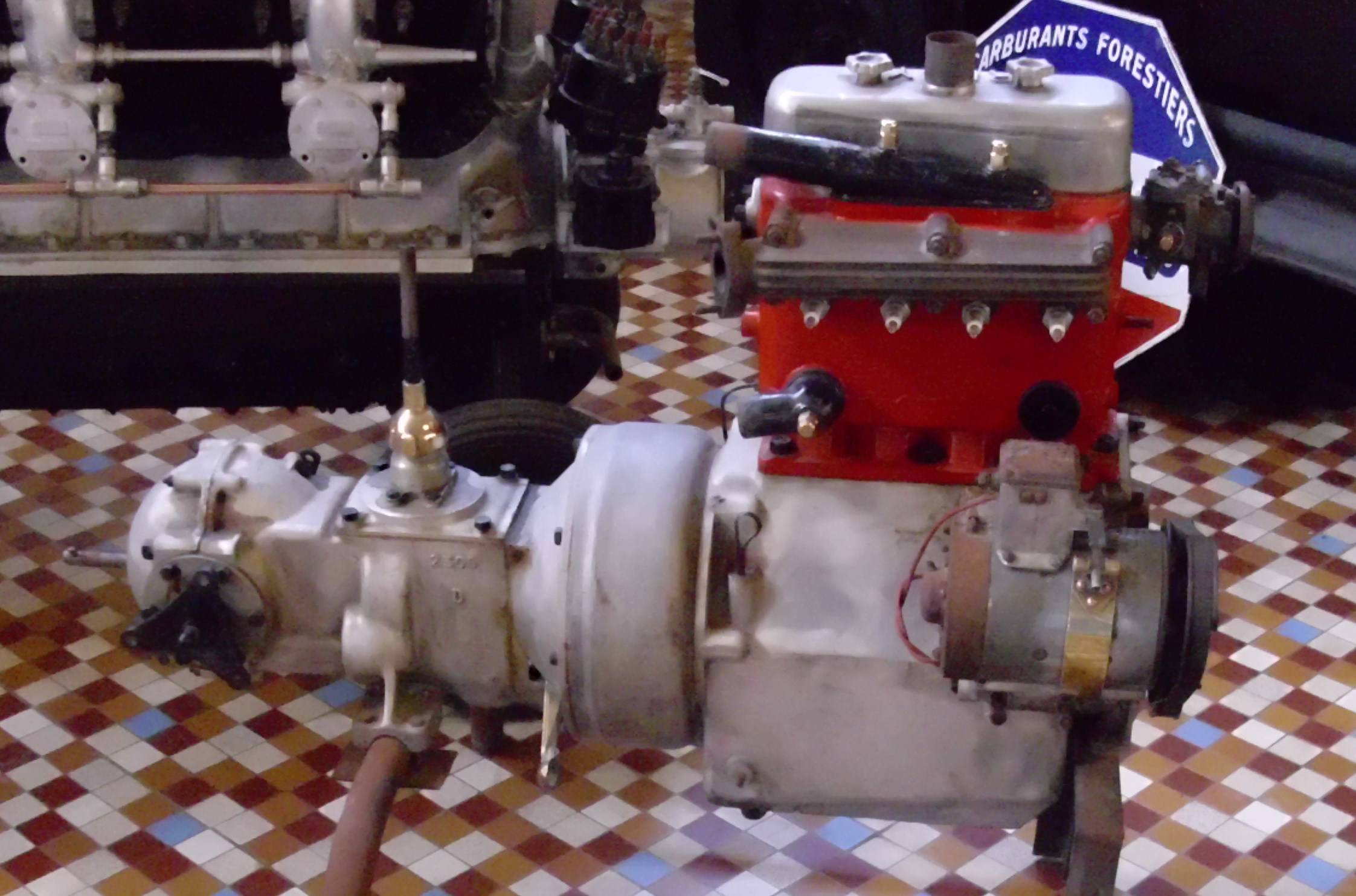
Ruby-Motor

### Tweede Wereldoorlog
Georges Irat bracht enkele elektrische auto's op de markt die zijn geïnspireerd op de oude 2 liter.

### Na 1945, ontwikkelen motoren en bouw prototypes

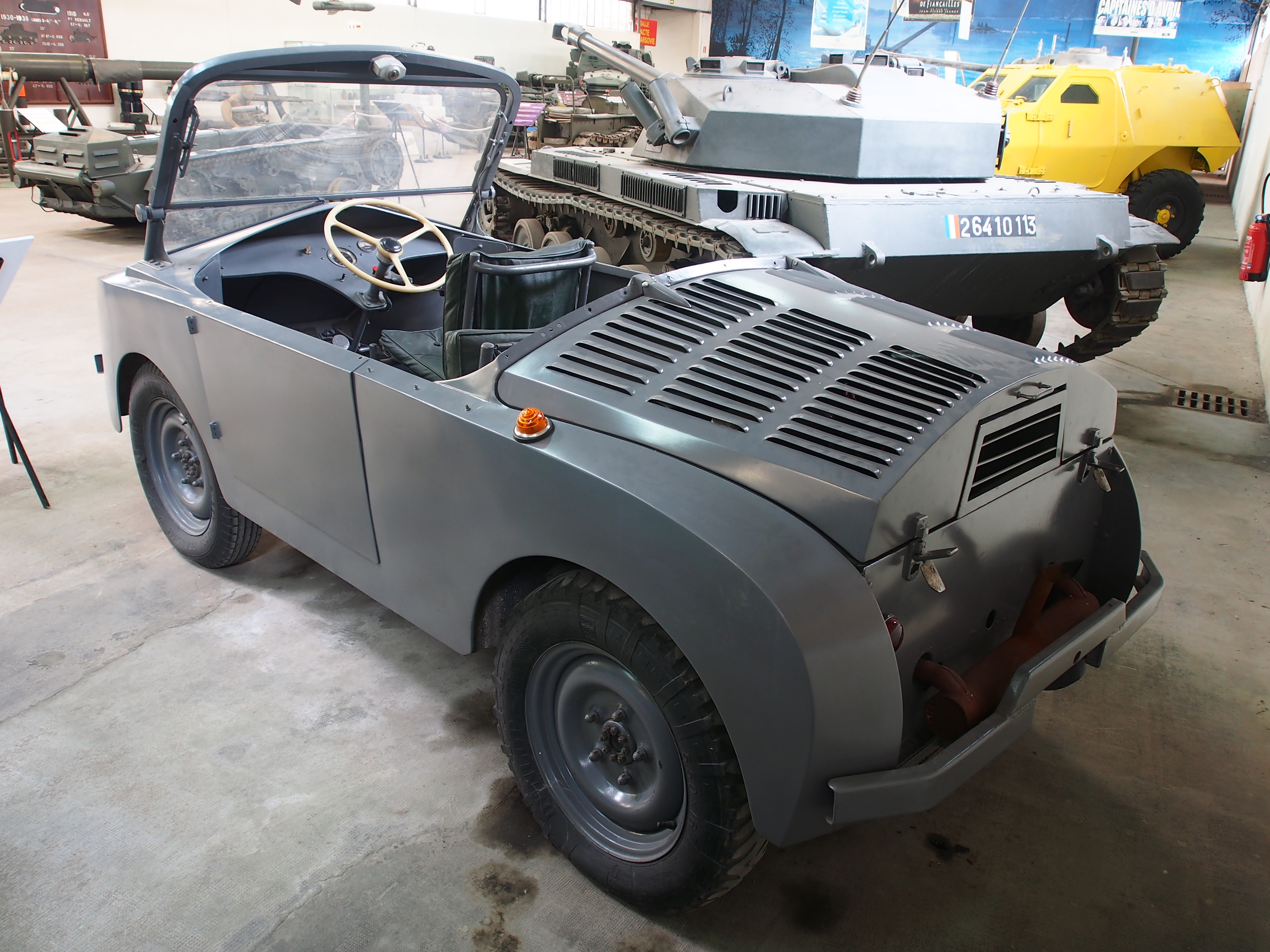
Voiture du Bled (VDB)

Na de oorlog werd de bedrijfsnaam Georges Irat Irat & Cie. Er werden op de Parijse salon van 1946, 1947 en 1948 een drietal prototypes (de 1100, ontworpen door carrosseriebouwer Labourdette) gelanceerd die echter niet in productie komen.
Later werd noch een terreinwagen (de Bled) voor de Noord-Afrikaanse markt ontworpen Er werden er in 1950 door de Société Chérifienne George Irat in Casablanca 20 vervaardigd, het werd een mislukking. Irat & Cie legde zich daarna toe op productie van industriële dieselmotoren onder het merk D.O.G., deze zijn bedoeld voor tractoren.

## Autosport
De auto's in sportuitvoering van Irat nemen vaak deel aan de vele races die worden georganiseerd, vooral de 24 uurs- en keiwegraces (kinderhoofdjes) zijn populair voor dit merk. Hiermee wordt vooral aangetoond dat de auto's zeer solide zijn. Enkele bekende coureurs zijn Maurice Rost (1e plaats op circuit 24 uur van Spa-Francorchamps 1924), Commaert (verongelukt op 13 september 1931 op het circuit des Routes Pavées te Parijs), Ernest André (The Boulogne Motor Week, 1928), Pierre Bouchez (III Grand Prix de la Marne, 10 July 1927)

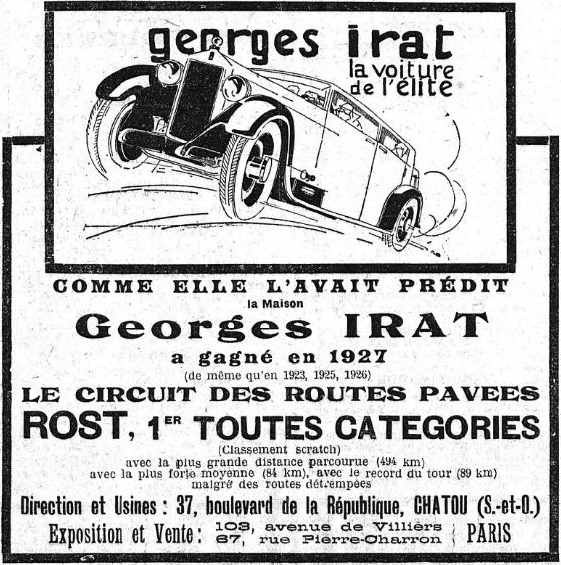
advertentie Le Figaro, 23-03-1923
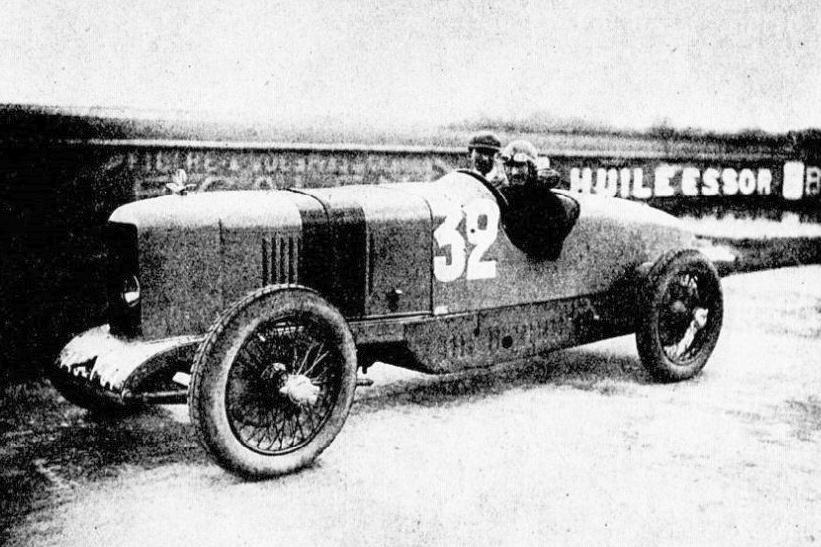
Maurice Rost, Grand Prix de Provence, 1926
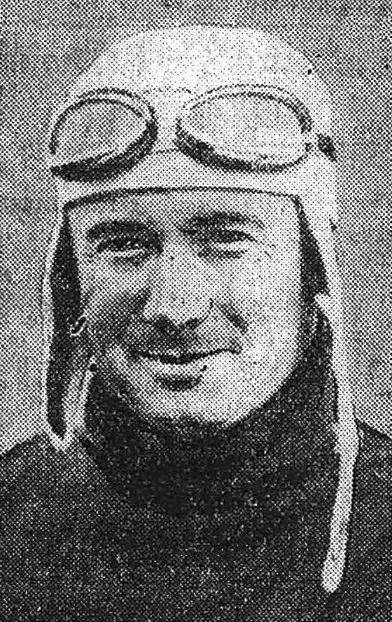
Maurice Rost, 1925